# Colonial Cup
La Colonial Cup est une compétition de rugby à XV des îles Fidji. Organisée par la fédération fidjienne, elle tient son nom de la banque qui la sponsorise, la Colonial National Bank.

## Historique
La Colonial Cup est lancée en 2004 afin de tenter de réduire l’écart entre le championnat de clubs et le niveau international, où l'équipe nationale fidjienne souffre face aux grandes nations du rugby. Les 180 meilleurs rugbymen de l'archipel s'affrontent au sein de franchises qui représentent les 30 fédérations locales. Quatre équipes sont créées lors de la première saison, une cinquième s’y ajoute en 2005 et une sixième en 2007. Fin 2008, la fédération fidjienne annonce l'arrêt de la compétition en raison du calendrier trop chargé du rugby fidjien.

## Format
Chaque équipe affronte les cinq autres une fois au sein d'un championnat. Les quatre premiers du classement se qualifient pour les demi-finales (1er contre 4e, 2e contre 3e). Les vainqueurs jouent la finale.

## Franchises participantes
- Bligh Roosters
- Coastal Stallions
- Northern Sharks
- Suva Highlanders
- Tailevu Knights
- Western Crusaders

## Palmarès
- 2004 : Coastal Stallions
- 2005 : Suva Highlanders
- 2006 : Coastal Stallions
- 2007 : Coastal Stallions
- 2008 : Western Crusaders

### 2004 (4 équipes participantes)
Finale
- Coastal Stallions bat Suva Highlanders 26-21

Demi-finales
- Coastal Stallions bat Western Crusaders : 47-24
- Suva Highlanders bat Tailevu Knights 31-19

### 2005 (5 équipes participantes)
Finale
- Suva Highlanders bat Western Crusaders 35-27

Demi-finales
- Western Crusaders bat Coastal Stallions 27-20
- Suva Highlanders bat Northern Sharks 23-19

Éliminé en poules : Talevu Knights

### 2006 (5 équipes participantes)
Finale
- Coastal Stallions bat Suva Highlanders 29-15

Demi-finales
- Suva Highlanders bat Tailevu Knights 27-18

Coastal Stallions bat Western Crusaders 19-13
Éliminé en poules : Northern Sharks

### 2007 (6 équipes participantes)
Finale
- Coastal Stallions bat Western Crusaders 14-12

Demi-finales
- Western Crusaders bat Tailevu Knights 15-6
- Coastal Stallions bat Suva Highlanders 15-6

Éliminés en poules : Northern Sharks, Bligh Roosters

### 2008 (6 équipes participantes)
Finale
- Western Crusaders bat Tailevu Knights 16-15

Demi-finales
- Western Crusaders bat Northern Sharks 23-18
- Tailevu Knights bat Suva Highlanders 24-16

Éliminés en poules : Coastal Stallions, Bligh Roosters